# Euphorbia ecorniculata
Euphorbia ecorniculata är en törelväxtart som beskrevs av Siro Kitamura. Euphorbia ecorniculata ingår i släktet törlar, och familjen törelväxter. Inga underarter finns listade i Catalogue of Life.